# 赤尾彦作

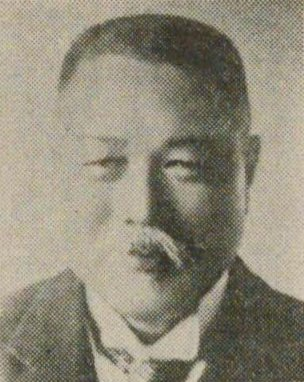
赤尾彦作

赤尾 彦作（あかお ひこさく　慶応3年4月15日（1867年5月18日） - 昭和28年（1953年）11月26日）は、日本の政治家、弁護士、実業家。衆議院議員、横浜弁護士会会長。

## 経歴
1867年（慶応3年）-甲斐国八代郡（のちの山梨県東八代郡英村、石和町を経て現笛吹市）に生まれる。
1889年（明治22年）-和仏法律学校（現在の法政大学）を卒業し、1893年（明治26年）に横浜市で弁護士を開業する。
1902年（明治35年）-横浜市会議員当選（以後1942.9まで連続10期当選）する。
1903年（明治36年）-横浜電気軌道株式会社取締役に就任し、1909年（明治42年）平沼銀行を創立に参画し、同年横浜取引所顧問に就任する。
1917年（大正6年）-第13回衆議院議員総選挙に出馬し、当選（立憲政友会）する。
1932年（昭和7年）-横浜弁護士会会長に就任する。
1942年（昭和17年）-横浜市顧問、1946年（昭和21年）横浜市監査委員に就任する。
1953年（昭和28年）11月26日-死去。

## 人物
横浜市の政友派勢力の指導的人物で、民政派の三宅磐と共に、大正末から昭和戦前期にかけて、横浜の「協調市政」時代を創った。
戦後は横浜市の監査委員を務め、大正から昭和戦後期にかけて、横浜市政に関わった長老政治家である。